# Nicole Sunitsch
Nicole Sunitsch (* 17. August 1979 in Judenburg) ist eine österreichische Politikerin (FPÖ) und seit dem 24. Oktober 2024 Abgeordnete zum Nationalrat.

## Leben
Nicole Sunitsch wurde in Judenburg geboren und übersiedelte als Kind nach Zeltweg. Sie ist verheiratet und lebt in Sankt Michael.

### Ausbildung und Beruf
Nicole Sunitsch besuchte Volks- und Hauptschule in Zeltweg. Nach der Handelsschule absolvierte sie von 1994 bis 1997 eine Lehre zur Hotel- und Gastgewerbeassistentin. Von 2005 bis 2006 machte sie die Grundausbildung zur Justizwachebeamtin und arbeitete anschließend 3 Jahre in der Justizanstalt Graz-Karlau und ab 2009 in der Justizanstalt Leoben, wo sie 2018 Abteilungskommandantin wurde.

### Politik und Funktionen
Im Jahr 2020 wurde sie Schriftführerin des Bezirksparteivorstandes FPÖ Leoben und Ortsparteiobfrau der FPÖ Sankt Michael sowie Fraktionsvorsitzende des FPÖ Gemeindratklubs. Im gleichen Jahr wurde sie auch Mitglied des Gemeinderates von St. Michael. Seit 2022 ist sie Mitglied der erweiterten Landesparteileitung der FPÖ Steiermark und Mitglied der initiative Freiheitliche Frauen Steiermark. Im Jahr 2024 wurde sie über den Landeswahlkreis Steiermark in den Nationalrat gewählt. 2025 wurde sie im Zuge der steirischen Gemeinderatswahlen Bürgermeisterin von Sankt Michael.

## Sonstiges
Nicole Sunitsch schreibt Gedichte über ihr Leben, die Arbeit im Gefängnis und die Freiheit.